# Circuito Brasileiro de Voleibol de Praia Masculino de 2011
O Circuito Brasileiro de Voleibol de Praia Feminino de 2011, também chamado de Circuito Banco do Brasil de Vôlei de Praia, foi a vigésima primeira edição da principal competição nacional de Vôlei de Praia na variante masculina, realizado de 12 de janeiro a 11 de dezembro, dividido em doze etapas, sediados em doze Estados diferentes.

## Resultados
| Evento                                                              | Ouro                               | Prata                                 | Bronze                               | Quarto lugar                        |
| 1ª Etapa Vitória, Espírito Santo 12 a 16 de janeiro de 2011         | /Ricardo Alex Santos Márcio Araújo | /Emanuel Rego Alison Cerutti          | /Bruno de Paula Fernandão Magalhães  | /Dagoberto "Juca" Zé Írio           |
| 2ª Etapa Rio de Janeiro, Rio de Janeiro 26 a 30 de janeiro de 2011, | Pedro Cunha Pedro Solberg          | /Emanuel Rego Alison Cerutti          | /Ricardo Alex Santos Márcio Araújo   | /Rhooney Ferramenta Moisés Santos   |
| 3ª Etapa Guarujá, São Paulo 9 a 13 de fevereiro de 2011             | /Ricardo Alex Santos Márcio Araújo | Pedro Cunha Pedro Solberg             | /Emanuel Rego Alison Cerutti         | Renatão “Geor” Jorge Terceiro "Gia" |
| 4ª Etapa Curitiba, Paraná 23 a 27 de fevereiro                      | /Ricardo Alex Santos Márcio Araújo | /Bruno Oscar Schmidt Benjamin Insfran | /Bruno de Paula Fernandão Magalhães  | Fred Dória Beto Pitta               |
| 5ª Etapa Balneário Camboriú, Santa Catarina 16 a 20 de março        | /Ricardo Alex Santos Márcio Araújo | Pedro Cunha Pedro Solberg             | /Emanuel Rego Alison Cerutti         | /Harley Marques Thiago Santos       |
| 6ª Etapa Santa Maria, Rio Grande do Sul 6 a 10 de abril de 2011     | /Emanuel Rego Alison Cerutti       | /Ricardo Alex Santos Márcio Araújo    | Pedro Cunha Pedro Solberg            | /Harley Marques Thiago Santos       |
| 7ª Etapa Salvador, Bahia 21 a 25 de setembro de 2011                | /Ricardo Alex Santos Pedro Cunha   | /Emanuel Rego Alison Cerutti          | /Benjamin Insfran Márcio Araújo      | /Jan Ferreira Bernardo Romano       |
| 8ª Etapa Aracaju, Sergipe 5 a 9 de outubro de 2011                  | / Bruno Oscar Schmidt Billy Maciel | /Tiago de Jesus Jefferson Pereira     | /Francisco "Lipe" Martins Beto Pitta | Oscar Brandão Evandro Gonçalves     |
| 9ª Etapa Maceió, Alagoas 26 a 30 de outubro de 2011                 | /Ricardo Alex Santos Pedro Cunha   | /Benjamin Insfran Márcio Araújo       | /Francisco "Lipe" Martins Beto Pitta | Renatão “Geor” Jorge Terceiro "Gia" |
| 10ª Etapa Recife, Pernambuco 9 a 13 de novembro de 2011             | /Emanuel Rego Alison Cerutti       | /Benjamin Insfran Márcio Araújo       | /Fred Dória Franco Neto              | Rhooney Ferramenta Pedro Solberg    |
| 11ª Etapa João Pessoa, Paraíba 23 a 27 de novembro de 2011          | /Bruno Oscar Schmidt Billy Maciel  | /Ricardo Alex Santos Pedro Cunha      | /Emanuel Rego Alison Cerutti         | /Dagoberto "Juca" Hevaldo Moreira   |
| 12ª Etapa Fortaleza, Ceará 7 a 11 de dezembro de 2011               | /Ricardo Alex Santos Pedro Cunha   | /Emanuel Rego Alison Cerutti          | /Harley Marques Evandro Gonçalves    | /Bruno Oscar Schmidt Billy Maciel   |

## Prêmios individuais
Os melhores atletas da temporada foram:
| MVP (Most Valuable Player) | Ricardo Alex Santos | Bahia            |
| Melhor atacante            | Alison Cerutti      | Espírito Santo   |
| Melhor saque               | Harley Marques      | Distrito Federal |
| Melhor defesa              | Pedro Cunha         | Rio de Janeiro   |
| Melhor bloqueio            | Alison Cerutti      | Espírito Santo   |
| Melhor levantador          | Oscar Brandão       | Rio de Janeiro   |
| Melhor recepção            | Bruno Oscar Schmidt | Distrito Federal |
| Revelação                  | Evandro Gonçalves   | Rio de Janeiro   |
| Atleta que mais evoluiu    | Edson Filipe        | Espírito Santo   |
| Melhor técnico             | Letícia Pessoa      | Rio de Janeiro   |